# Rui Jorge
Rui Jorge de Sousa Dias Macedo de Oliveira (Vila Nova de Gaia, 1973. március 27. –) portugál válogatott labdarúgó.
A portugál válogatott tagjaként részt vett a 2002-es világ illetve a 2000-es és a 2004-es Európa-bajnokságon.

## Sikerei, díjai
Porto
- Portugál bajnok (5): 1992–93, 1994–95, 1995–96, 1996–97, 1997–98
- Portugál kupagyőztes (2): 1993–94, 1997–98
- Portugál szuperkupagyőztes (3): 1993, 1994, 1996

Sporting
- Portugál bajnok (2): 1999–2000, 2001–02
- Portugál kupagyőztes (1): 2001–02
- Portugál szuperkupagyőztes (2): 2000, 2002
- UEFA-kupa döntős (1): 2004–05

Portugália
- Európa-bajnoki döntős (1): 2004
- Európa-bajnoki bronzérmes (1): 2000

## Edzői statisztikája
2020. szeptember 5-én lett frissítve.
| Csapat         | Edzőség kezdete    | Edzőség vége        | Eredményességi mutató | Eredményességi mutató | Eredményességi mutató | Eredményességi mutató | Eredményességi mutató | Eredményességi mutató | Eredményességi mutató | Eredményességi mutató |
| Csapat         | Edzőség kezdete    | Edzőség vége        | M                     | GY                    | D                     | V                     | Győz %                | RG                    | KG                    | GK                    |
| -------------- | ------------------ | ------------------- | --------------------- | --------------------- | --------------------- | --------------------- | --------------------- | --------------------- | --------------------- | --------------------- |
| Belenenses     | 2009. május 12.    | 2009. május 25.     | 2                     | 1                     | 0                     | 1                     | 50                    | 2                     | 3                     | −1                    |
| Portugália U21 | 2010. november 19. | Jelenleg            | 66                    | 46                    | 13                    | 7                     | 69.7                  | 150                   | 54                    | +96                   |
| Portugália U23 | 2016. március 28.  | 2016. augusztus 13. | 5                     | 3                     | 1                     | 1                     | 60                    | 9                     | 6                     | +3                    |
| összesen       | összesen           | összesen            | 73                    | 50                    | 14                    | 9                     | 68.49                 | 935                   | 841                   | +94                   |